# Bonnebosq
Bonnebosq ist eine französische Gemeinde  mit 659 Einwohnern (Stand: 1. Januar 2022) im Département Calvados in der Region Normandie. Sie gehört zum Arrondissement Lisieux und zum Kanton Mézidon Vallée d’Auge.

## Lage
Hier entspringt das Flüsschen Dorette und durchquert das Gemeindegebiet. Bonnebosq grenzt im Nordwesten an Danestal und Annebault (Berührungspunkt), im Norden an Valsemé, im Nordosten an Clarbec, im Osten an Formentin, im Süden an Le Fournet, im Südwesten an Auvillars und im Westen an Beaufour-Druval.

## Bevölkerungsentwicklung
| Jahr      | 1962 | 1968 | 1975 | 1982 | 1990 | 1999 | 2008 | 2015 |
| --------- | ---- | ---- | ---- | ---- | ---- | ---- | ---- | ---- |
| Einwohner | 658  | 636  | 594  | 650  | 599  | 654  | 708  | 698  |

## Sehenswürdigkeiten
- Herrenhaus Manoir du Champ, seit 2003 als Monument historique ausgewiesen

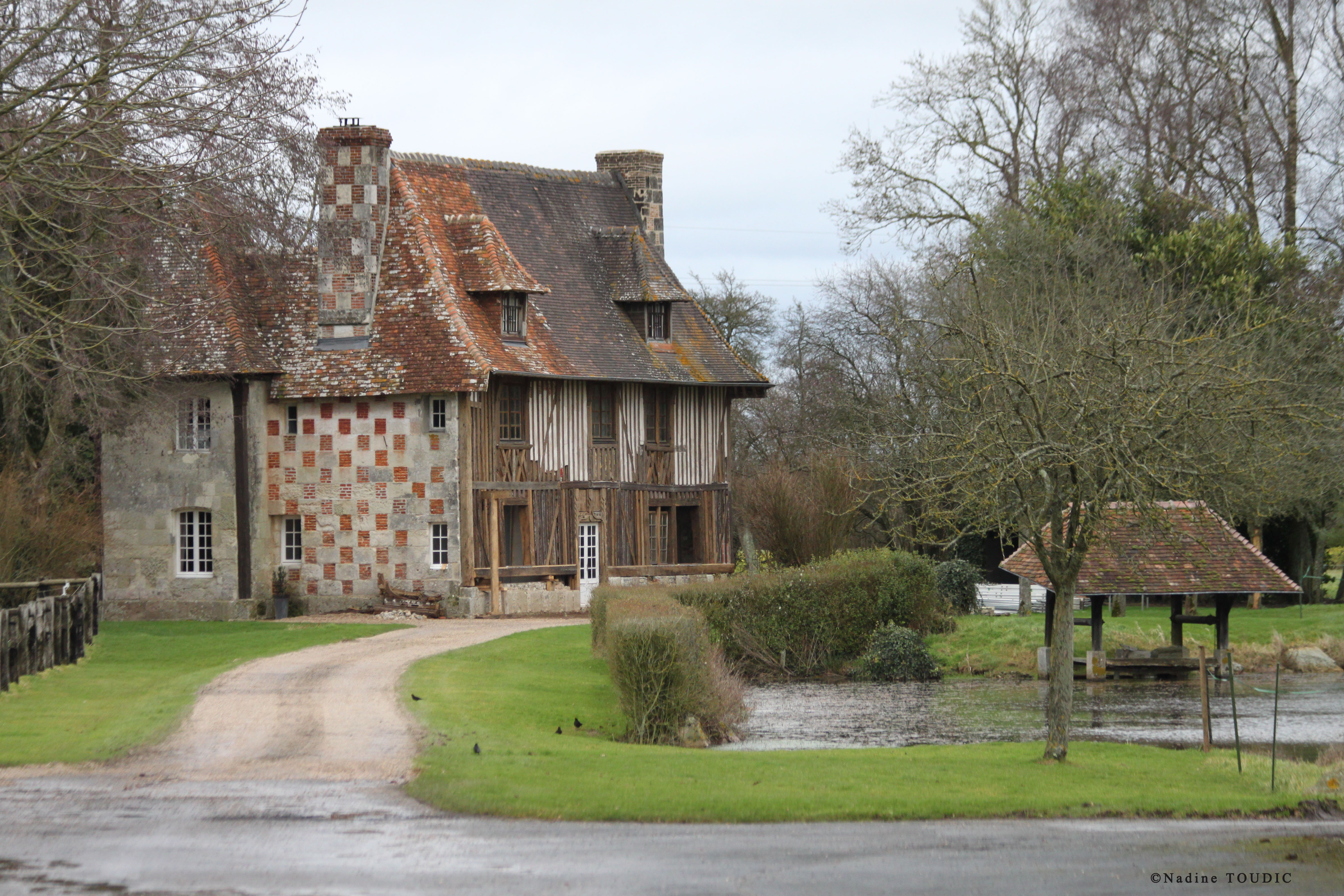
Manoir du Champ